# Powder Springs
Powder Springs és una població dels Estats Units a l'estat de Geòrgia. Segons el cens del 2000 tenia 12.481 habitants.

## Demografia
Segons el cens del 2000, Powder Springs tenia 12.481 habitants, 4.004 habitatges, i 3.267 famílies. La densitat de població era de 760,1 habitants/km².
Dels 4.004 habitatges en un 50,7% hi vivien nens de menys de 18 anys, en un 60,2% hi vivien parelles casades, en un 16,9% dones solteres, i en un 18,4% no eren unitats familiars. En el 14,7% dels habitatges hi vivien persones soles el 3,4% de les quals corresponia a persones de 65 anys o més que vivien soles. El nombre mitjà de persones vivint en cada habitatge era de 3,06 i el nombre mitjà de persones que vivien en cada família era de 3,39.
Per edats la població es repartia de la següent manera: un 33,8% tenia menys de 18 anys, un 6,6% entre 18 i 24, un 36,9% entre 25 i 44, un 16,3% de 45 a 60 i un 6,3% 65 anys o més.
L'edat mediana era de 32 anys. Per cada 100 dones de 18 o més anys hi havia 82,3 homes.
La renda mediana per habitatge era de 56.486 $ i la renda mediana per família de 59.392 $. Els homes tenien una renda mediana de 41.345 $ mentre que les dones 31.774 $. La renda per capita de la població era de 19.776 $. Entorn del 5,8% de les famílies i el 8,5% de la població estaven per davall del llindar de pobresa.

## Poblacions més properes
El següent diagrama mostra les poblacions més properes.